# Сон Чун Хва
Сон Чун Хва, другой вариант Сон Чунхва (26 декабря 1912 года, Никольск-Уссурийский уезд, Приморская область, Приамурский край — 12 октября 1989 года) — звеньевой колхоза «Полярная звезда» Средне-Чирчикского района Ташкентской области, Узбекская ССР. Герой Социалистического Труда (1951).

## Биография
Родился в 1912 году в крестьянской семье в одном из сельских населённых пунктов Никольск-Уссурийского уезда Приморской области.
В 1937 году депортирован на спецпоселение в Ташкентскую область Узбекской ССР. С 1938 года — рядовой колхозник имени Карла Маркса Средне-Чирчикского района. В последующие годы: звеньевой колхоза «Полярная звезда» Средне-Чирчикского района (1947—1957), рядовой колхозник в колхозе «Политотдел» Верхне-Чирчикского района (1957—1967).
В 1950 году звено под руководством Сон Чун Хва собрало в среднем с каждого гектара по 129,8 центнера сена многолетних трав на участке площадью 21,2 гектара. Указом Президиума Верховного Совета СССР от 1 ноября 1951 года удостоен звания Героя Социалистического Труда с вручением ордена Ленина и золотой медали «Серп и Молот».
В 1965 году участвовал во Всесоюзной выставке ВДНХ.
Персональный пенсионер союзного значения. Умер в октябре 1989 года. Похоронен на кладбище бывшего колхоза «Политотдел» Верхне-Чирчикского района.
Награды
- Герой Социалистического Труда
- Орден Ленина
- Медаль «За трудовую доблесть» (1949)
- Медаль «За доблестный труд в Великой Отечественной войне 1941—1945 гг.»